# Navarra
Navarra (baskisk: Nafarroa) er en autonom region og provins i det nordlige Spanien. Regionen regnes af nogle som baskisk, selv om den ikke er en del af Baskerlandet. 
Regionen omfatter et areal på 10.391 km² med en befolkning på 601.874 pr. 2006. Regionen officielle navn er Comunidad Foral de Navarra (spansk), eller Nafarroako Foru Erkidegoa (baskisk). De officielle sprog er spansk og baskisk. Provinshovedstaden er Pamplona med ca. 196.000 indbyggere; med forstæder ca. 316.000 indbyggere. Navarra var tidligere et selvstændigt kongedømme, Kongeriget Navarra.
Under Ludvig 16. var området fransk.